# Punknews.org
Punknews.org is een Noord-Amerikaanse subculturele website die nieuwsartikelen, interviews, podcasts en recensies publiceert. De site bericht voornamelijk over onderwerpen met betrekking tot de punkmuziek en -cultuur en in mindere mate ook over ska, indierock, alternatieve rock en heavy metal. De site is met name populair in de underground.

## Structuur
De berichten die dagelijks op de site worden gepubliceerd worden geplaatst door de staf, die volledig uit vrijwilligers bestaat. Naast de oprichter bestaat de staf van Punknews.org uit contributing editors en reviewers. Daarnaast kunnen geregistreerde gebruikers van de website ook zelf artikelen en recensies inzenden, die daarna moeten worden goedgekeurd door de staf voordat deze worden gepubliceerd.
Een ander kenmerk van Punknews.org is dat het gebruikers de mogelijkheid biedt om opmerkingen te plaatsen op inzendingen die de website kiest om te publiceren, wat de mogelijkheid biedt om discussies te voeren.

## Geschiedenis
De site werd opgericht in 1998 in de Canadese provincie Ontario door Aubin Paul. In oktober 1999 werd het eerste artikel gepubliceerd.
In 2005 werd het platenlabel Punknews Records opgericht door Aubin Paul, Adam White en Scott Heisel. Het label had een distributiedeal getekend bij het grotere label Epitaph Records. Punknews Records heeft twee albums van de bands Somerset en Ryan's Hope uitgegeven voordat de activiteiten werden gestaakt.